# Auroralumina attenboroughii
Auroralumina attenboroughii — викопний вид медузоподібних кнідарій, що існував у докембрійський період (приблизно 560 млн років тому).

## Історія відкриття
У 2007 році було здійснено палеонтологічну експедицію до Чарнвудського лісу в графстві Лестершир в Англії, де у 1950-х роках було знайдено рештки Charnia masoni. Цього разу було виявлено понад тисячу відбитків різних едіакарських тварин. Вчені зробили гумові зліпки скам'янілостей та відправили їх до лабораторії для подальшого вивчення. Вивчивши отримані моделі, експерти Британської геологічної служби дійшли висновку, що виявлені ними скам'янілості належать 20—30 видам, і переважна більшість із них були добре знайомі вченим за колишніми знахідками в докембрійських відкладах. Винятком став відбиток істоти, схожої на канделябр із двома кубкоподібними структурами, що ростуть із загального вузла.
У 2022 році було описано новий вид викопних медузозой Auroralumina attenboroughii. Родова назва Auroralumina перекладається з латини як «світанковий ліхтар», що є відсиланням до поважного віку та факелоподібної форми скам'янілості. Вид attenboroughii названо на честь британського телеведучого та натураліста Девіда Аттенборо за його роль у популяризації історії живих організмів планети. До того ж він навчався в школі в Лестерширі, де було знайдено скам'янілість.

## Опис
Скам'янілість складається з пари трубок, що розгалужуються, в яких жили тварини. Це найдавніша подібна структура, яка наразі зареєстрована. Сліди ребристих утворень у стінках організму свідчать про наявність опорного скелета, а з «кубків» виглядали короткі щупальця. Виходячи з їхньої структури, дослідники визначили, що виявлена ними тварина харчувалася планктоном і протистами.
Згідно з припущеннями дослідників, тварина є близькою до спільного предка сучасних кнідарій (медуз, коралових поліпів, гідрозой тощо). Частину свого життєвого циклу вони проводять як поліпи, що закріплені на морському дні для безстатевого розмноження. Дослідники вважають, що Auroralumina attenboroughii є найдавнішим відомим представником кнідарій, а скам'янілість зафіксувала його рештки на стадії поліпа.

## Філогенія
Кладограма, що зображує еволюційні зв'язки виду:

|  | \| \| Auroralumina \| \| \| \| \| \| стем-група Medusozoa \| \| \| \| |
|  |                                                                       |
|  | кровн-група Medusozoa                                                 |
|  |                                                                       |
|  | Auroralumina                                                          |
|  |                                                                       |
|  | стем-група Medusozoa                                                  |
|  |                                                                       |

|  | Auroralumina         |
|  |                      |
|  | стем-група Medusozoa |
|  |                      |

|  | \| \| Auroralumina \| \| \| \| \| \| стем-група Medusozoa \| \| \| \| |
|  |                                                                       |
|  | кровн-група Medusozoa                                                 |
|  |                                                                       |
|  | Auroralumina                                                          |
|  |                                                                       |
|  | стем-група Medusozoa                                                  |
|  |                                                                       |

|  | Auroralumina         |
|  |                      |
|  | стем-група Medusozoa |
|  |                      |

|  | \| \| Auroralumina \| \| \| \| \| \| стем-група Medusozoa \| \| \| \| |
|  |                                                                       |
|  | кровн-група Medusozoa                                                 |
|  |                                                                       |
|  | Auroralumina                                                          |
|  |                                                                       |
|  | стем-група Medusozoa                                                  |
|  |                                                                       |

|  | Auroralumina         |
|  |                      |
|  | стем-група Medusozoa |
|  |                      |

|  | \| \| Auroralumina \| \| \| \| \| \| стем-група Medusozoa \| \| \| \| |
|  |                                                                       |
|  | кровн-група Medusozoa                                                 |
|  |                                                                       |
|  | Auroralumina                                                          |
|  |                                                                       |
|  | стем-група Medusozoa                                                  |
|  |                                                                       |

|  | Auroralumina         |
|  |                      |
|  | стем-група Medusozoa |
|  |                      |

|  | \| \| Auroralumina \| \| \| \| \| \| стем-група Medusozoa \| \| \| \| |
|  |                                                                       |
|  | кровн-група Medusozoa                                                 |
|  |                                                                       |
|  | Auroralumina                                                          |
|  |                                                                       |
|  | стем-група Medusozoa                                                  |
|  |                                                                       |

|  | Auroralumina         |
|  |                      |
|  | стем-група Medusozoa |
|  |                      |

|  | \| \| Auroralumina \| \| \| \| \| \| стем-група Medusozoa \| \| \| \| |
|  |                                                                       |
|  | кровн-група Medusozoa                                                 |
|  |                                                                       |
|  | Auroralumina                                                          |
|  |                                                                       |
|  | стем-група Medusozoa                                                  |
|  |                                                                       |

|  | Auroralumina         |
|  |                      |
|  | стем-група Medusozoa |
|  |                      |

|  | \| \| Auroralumina \| \| \| \| \| \| стем-група Medusozoa \| \| \| \| |
|  |                                                                       |
|  | кровн-група Medusozoa                                                 |
|  |                                                                       |
|  | Auroralumina                                                          |
|  |                                                                       |
|  | стем-група Medusozoa                                                  |
|  |                                                                       |

|  | Auroralumina         |
|  |                      |
|  | стем-група Medusozoa |
|  |                      |

|  | \| \| Auroralumina \| \| \| \| \| \| стем-група Medusozoa \| \| \| \| |
|  |                                                                       |
|  | кровн-група Medusozoa                                                 |
|  |                                                                       |
|  | Auroralumina                                                          |
|  |                                                                       |
|  | стем-група Medusozoa                                                  |
|  |                                                                       |

|  | Auroralumina         |
|  |                      |
|  | стем-група Medusozoa |
|  |                      |